# Arganodus
Az Arganodus az izmosúszójú halak (Sarcopterygii) osztályának tüdőshalalakúak (Ceratodontiformes) rendjébe, ezen belül a fosszilis Arganodontidae családjába tartozó nem.
Az eddigi ismeretek szerint családjának az egyetlen neme; továbbá alrendbe még nincs besorolva.

## Rendszerezés
A nembe az alábbi 5 faj tartozik:
- †Arganodus arganensis (Martin, 1979)
- †Arganodus atlantis Martin, 1979 - típusfaj
- †Arganodus dorotheae
- †Arganodus multicristatus
- †Arganodus tiguidiensis